# United States Fish and Wildlife Service

Emblema do United States Fish and Wildlife Service.

O United States Fish and Wildlife Service (USFWS ou FWS) é uma agência do Governo dos Estados Unidos dentro do Departamento do Interior dos Estados Unidos dedicada ao controle da pesca, da vida selvagem e habitats naturais. A missão da agência é "trabalhar com terceiros para conservar, proteger e melhorar a pesca, a vida selvagem, as plantas e seus habitats para o benefício contínuo do povo americano".

## Visão geral
Entre as responsabilidades do FWS estão o cumprimento das leis federais para a vida selvagem; proteger espécies ameaçadas; manejo de aves migratórias; restauração de pescarias nacionalmente significativas; conservar e restaurar o habitat da vida selvagem, como pântanos; ajudar governos estrangeiros em seus esforços internacionais de conservação; e distribuir dinheiro para agências de pesca e de vida selvagem dos estados através do "Wildlife Sport Fish and Restoration Program".
A diretora da Agência está atualmente vaga depois que Aurelia Skipwith, a ex-diretora da agência, deixou seu cargo em 19 de janeiro de 2021. O presidente Joe Biden nomeou Martha Williams, ex-diretora do "Montana Department of Fish, Wildlife, and Parks", para ser a Diretora Adjunta Principal do United States Fish and Wildlife Service.